# Stapleton (Géorgie)
Pour les articles homonymes, voir Stapleton.
Stapleton est une ville américaine située dans le comté de Jefferson, en Géorgie. Selon le recensement de 2020, sa population est de 402 habitants.